# Nyle DiMarco
Pour les articles homonymes, voir DiMarco.
Nyle Thompson dit Nyle DiMarco est un mannequin et acteur américain, né le 8 mai 1989 dans le Queens (New York). Il est également militant pour la communauté sourde. Il est doublement vainqueur des émissions télévisées America's Next Top Model en 2015 et Dancing with the Stars en 2016.

## Biographie

### Jeunesse et formation
Nyle Thompson naît le 8 mai 1989 dans le quartier de Queens, à New York, avec son frère jumeau, Nico. Il est la quatrième génération de sourds de naissance dans sa famille  : ses parents, son frère aîné, Neal, son frère jumeau, Nico, et ses grands-parents sont tous sourds. La langue des signes américaine est sa langue maternelle, il maîtrise aussi la lecture labiale et la communication non verbale. Il change de nom de famille paternel Thompson en prenant celui de sa mère DiMarco[réf. nécessaire].
Il grandit à Frederick au Maryland, où se trouve son école spécialisée pour les sourds, avant d'étudier à l'Université Gallaudet en 2013. Il y obtient un diplôme en mathématiques.

### Carrière

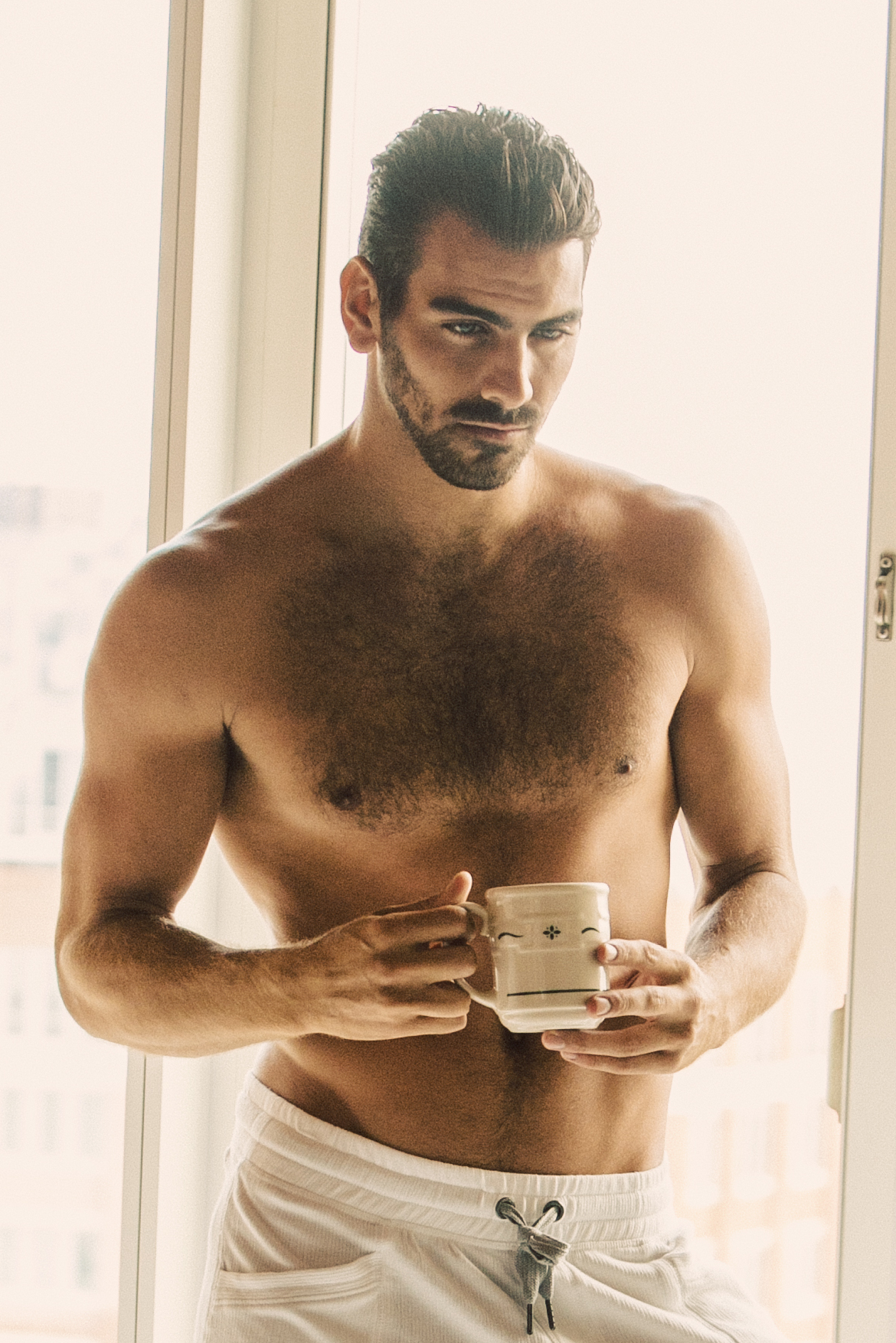
Nyle DiMarco, en 2015.

Peu de temps après avoir obtenu son diplôme, Nyle DiMarco rencontre le photographe, Tate Tullier, qui le pousse à s'essayer au mannequinat. Il est alors contacté par la production de l'émission America's Next Top Model qui l'a remarqué sur Instagram. C'est ainsi qu'en 2015, il devient le premier candidat sourd à participer à l'émission, où il remporte au terme de la vingt-deuxième saison.
En 2016, il participe à la vingt-deuxième édition de Dancing with the Stars avec la danseuse Peta Murgatroyd (en) ; ils sont les vainqueurs de l'émission le 24 mai 2016. Il est le deuxième candidat sourd à avoir participé dans cette émission, après la comédienne Marlee Matlin qui a été participante à la sixième saison en 2008.
Il commence par la suite une carrière de mannequin professionnel. En juin 2016, il défile pour Giorgio Armani, portant sur le podium un t-shirt sur lequel est imprimé le visage du couturier. Il pose, en mai 2017, pour le site web Buzzfeed avant de faire la couverture du numéro de juin-juillet du magazine Paper.
Le 19 avril 2022, il publie son premier livre biographique Deaf Utopia, chez HarperCollins, où il raconte sa vie et ses parcours, ainsi que sa volonté de l'« intégration des Sourds dans le monde des entendants ».

### Vie privée

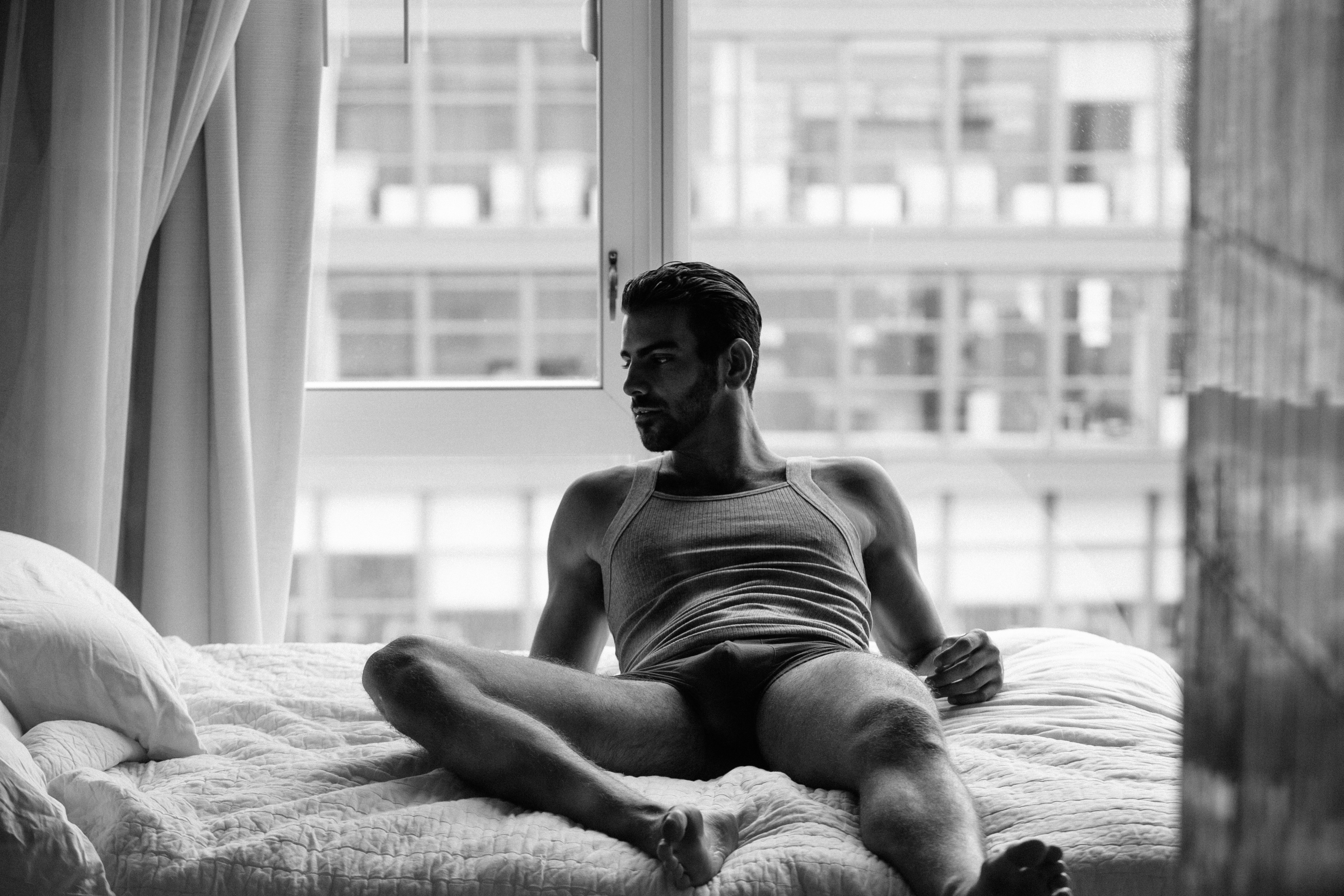
Nyle DiMarco, mannequin, en 2015.

En 2015, Nyle DiMarco s'est déclaré publiquement « sexuellement fluide ». Il est désormais considéré par certains médias comme un exemple et un porte-parole pour les communautés des Sourds et des LGBT.

## Filmographie

### Acteur

#### Court métrage
- 2016 : Beyond Inclusion de Ryan Commerson : Ash

#### Séries télévisées
- 2014-2015 : Switched : Garrett Banducci (trois épisodes)
- 2016 : Difficult People (en) : Doug (saison 2, épisode 2 : Kessler Epstein Foundation)
- 2018-2019 : This Close : Ben Genovese (4 épisodes)
- 2019 : Grey's Anatomy : Station 19 : Dylan (saison 2, épisode 17 : Into the Wildfire)
- 2019 : Primetime: What Would You Do? (saison 14, épisode 1)
- 2022 : Queer as Folk : Leo (saison 1, épisode 4 : #F*ckDisabledPeople)

#### Clip musical
- 2018 : Tequila, de Dan + Shay

### Producteur

#### Long métrage
- 2025 : Deaf President Now! de Nyle DiMarco et Davis Guggenheim

#### Court métrage
- 2021 : Audible : Vaincre sur tous les terrains (Audible de Matthew Ogens

#### Série télévisée
- 2020 : Deaf U : Le Campus en langue des signes (Deaf U, 8 épisodes)

### Réalisateur

#### Long métrage
- 2025 : Deaf President Now! (co-réalisé avec Davis Guggenheim)

## Publication
- (en) Nyle DiMarco et Robert Siebert, Deaf Utopia : A Memoir—and a Love Letter to a Way of Life, New York, HarperCollins, 2022, 336 p. (ISBN 9780063062351, lire en ligne).